# Alain Roche
Alain Roche (Brive-la-Gaillarde, 14 ottobre 1967) è un ex calciatore francese, di ruolo difensore, dirigente del Paris Saint-Germain.

## Palmarès

### Club

#### Competizioni nazionali
- Coppa di Francia: 5

Bordeaux: 1985-1986, 1986-1987
Paris Saint-Germain: 1992-1993, 1994-1995, 1997-1998
- Campionato francese: 3

Bordeaux: 1986-1987
Marsiglia: 1989-1990
Paris Saint-Germain: 1993-1994
- Coppa di Lega francese: 3

Paris Saint-Germain: 1994-1995, 1996-1997
Bordeaux: 2001-2002
- Supercoppa francese: 2

Bordeaux: 1986
Paris Saint-Germain: 1995
- Coppa di Spagna: 1

Valencia: 1998-1999
- Supercoppa di Spagna: 1

Valencia: 1999

#### Competizioni internazionali
- Coppa delle Coppe: 1

Paris Saint-Germain: 1995-1996
- Coppa Intertoto UEFA: 1

Valencia: 1998

### Individuale
- Calciatore francese dell'anno: 1

1992